# ويليام لويس أبوت
ويليام لويس أبوت (بالإنجليزية: William Louis Abbott) هو عالم حيوانات وعالم طيور أمريكي، ولد في 23 فبراير 1860 في فيلادلفيا في الولايات المتحدة، وتوفي في 2 أبريل 1936 في ماريلند في الولايات المتحدة.